# Northern Ireland Executive
Northern Ireland Executive (NIE) är Nordirlands regering och utses av Northern Ireland Assembly.

## Sammansättning
Vid midnatt natten mellan 7 och 8 maj 2007 tog NIE över den verkställande makten i Nordirland.
| Ministerpost                 | Namn               | Parti                              | Tillsatt        |
| ---------------------------- | ------------------ | ---------------------------------- | --------------- |
| Försteminister               | Peter Robinson     | Democratic Unionist Party          | 31 maj 2008     |
| Vice försteminister          | Martin McGuinness  | Sinn Féin                          | 8 maj 2007      |
| Handelsminister              | Arlene Foster      | Democratic Unionist Party          | 9 juni 2008     |
| Finansminister               | Sammy Wilson       | Democratic Unionist party          | 1 juli 2009     |
| Regionalutvecklingsminister  | Conor Murphy       | Sinn Féin                          | 8 maj 2007      |
| Utbildningsminister          | Caitríona Ruane    | Sinn Féin                          | 8 maj 2007      |
| Arbetsmarknadsminister       | Danny Kennedy      | Ulster Unionist Party              | 27 oktober 2010 |
| Miljöminister                | Edwin Poots        | Democratic Unionist Party          | 1 juli 2009     |
| Kultur- och fritidsminister  | Nelson McCausland  | Democratic Unionist Party          | 1 juli 2009     |
| Sjukvårds- och hälsominister | Michael McGimpsey  | Ulster Unionist Party              | 8 maj 2007      |
| Jordbruksminister            | Michelle Gildernew | Sinn Féin                          | 8 maj 2007      |
| Socialminister               | Alex Attwood       | Social Democratic and Labour Party | 24 maj 2010     |
| Justitieminister             | David Ford         | Alliance Party of Northern Ireland | 12 april 2010   |

NIE saknar försvarsminister, vilket beror på att det regionala självstyret inte gäller inom detta områden. Tabellen ovan är uppdaterad senast den 6 mars 2011.